# Piña de mar de Granadilla
Piña de mar de Granadilla este o arie protejată (arie specială de conservare — SAC, sit de importanță comunitară — SCI) din Spania întinsă pe o suprafață de 0,93 ha, integral pe uscat.

## Localizare
Centrul sitului Piña de mar de Granadilla este situat la coordonatele 28°04′25″N 16°30′24″W / 28.0737°N 16.5068°V.

## Înființare
Situl Piña de mar de Granadilla a fost declarat sit de importanță comunitară în octombrie 2006 pentru a proteja 1 specie de plante. Situl a fost protejat și ca arie specială de conservare în ianuarie 2010.

## Biodiversitate
Situată în ecoregiunea , aria protejată conține 1 habitat natural: Tufărișuri termo-mediteraneene și de pre-deșert.
La baza desemnării sitului se află o specie protejată de  plante: Atractylis preauxiana.